# Greta polissena
Greta polissena är en fjärilsart som beskrevs av William Chapman Hewitson 1863. Greta polissena ingår i släktet Greta och familjen praktfjärilar. Inga underarter finns listade i Catalogue of Life.

## Bildgalleri

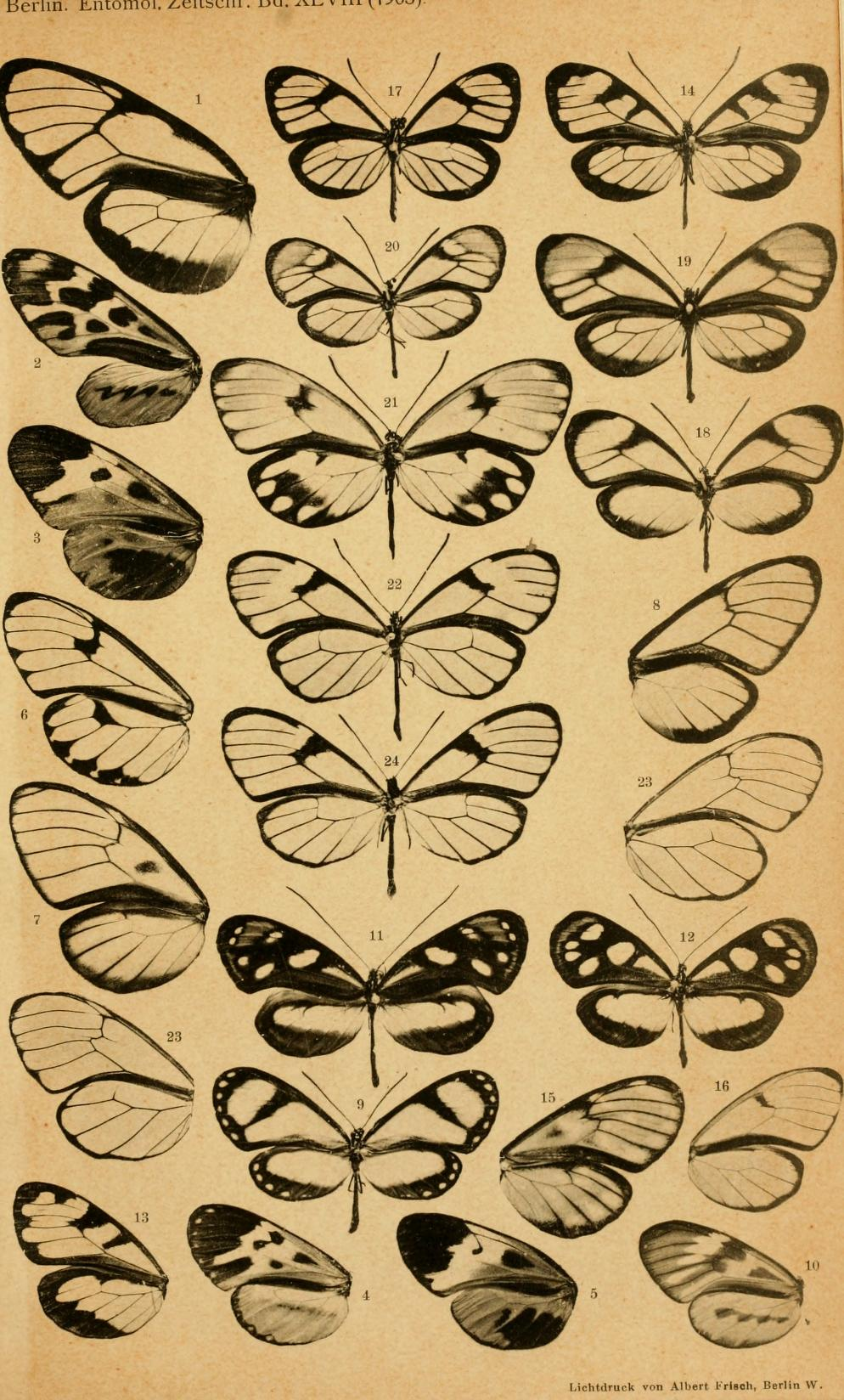
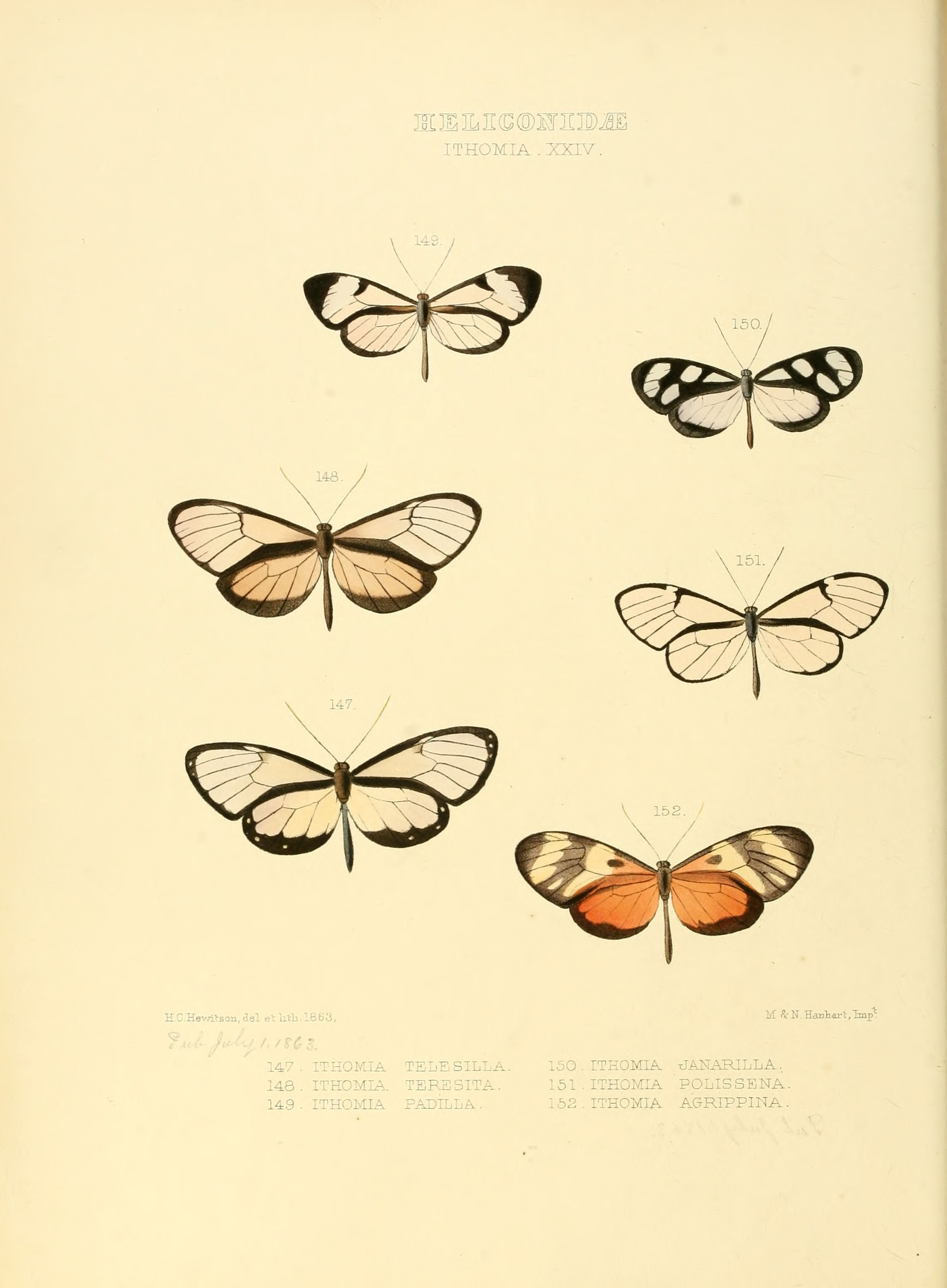